# Эскадренные миноносцы типа «Буэнос-Айрес»
Эскадренные миноносцы типа «Буэнос-Айрес» — тип эскадренных миноносцев, состоявших на вооружении ВМС Аргентины в 1930—1970-х годах. Разработаны на основе эскадренных миноносцев типа G. Всего было построено 7 эсминцев для ВМС Аргентины.

## История строительства и службы
В 20-х годах XX века Аргентина нацелилась на возвращение военно-морского превосходства в регионе. Линкоры «Ривадавия» и «Морено» были направлены на модернизацию в США в 1924 и 1926 годах соответственно, а в 1926 была принята очередная программа строительства флота. В 1937 году ВМС Аргентины заказали 7 эсминцев британского типа G. Они получили названия в честь аргентинских провинций Буэнос-Айрес (исп. Buenos Aires), Корриентес (исп. Corrientes), Энтре-Риос (исп. Entre Rios), Мисьонес (исп. Misiones), Сан-Хуан (исп. San Juan), Сан-Луис (исп. San Luis) и Санта-Крус (исп. Santa Cruz). Корабли были построены на английских верфях с учётом требований аргентинцев в 1937—1938 годах.
С началом Второй мировой войны эсминцы входили в состав эскадры, обеспечивавшей нейтралитет Аргентины.
После войны корабли прошли модернизацию, заключавшуюся в установке 40-миллиметровых зенитных автоматов «Бофорс» и обновления радиолокационного оборудования. В 1956 году был демонтирован один четырёхтрубный торпедный аппарат.
3 октября 1941 года, во время манёвров аргентинского флота, проходивших в сильный туман, тяжёлый крейсер «Альмиранте Браун» протаранил и потопил эсминец «Корриентес» (Corrientes), а затем на крейсер навалился линкор «Ривадавия».

## Список эсминцев типа
| Номер вымпела | Название         | Верфь-строитель                 | Дата закладки    | Дата спуска на воду | Дата вступления в состав флота | Дата вывода из состава флота/гибели                                              |
| ------------- | ---------------- | ------------------------------- | ---------------- | ------------------- | ------------------------------ | -------------------------------------------------------------------------------- |
| E-6           | ARA Buenos Aires | Vickers-Armstrong, Барроу       | 21 сентября 1937 | ?                   | 4 апреля 1938                  | Выведен из состава флота в 1971                                                  |
| E-8           | ARA Corrientes   | Vickers-Armstrong, Барроу       | 21 сентября 1937 | ?                   | 1 июля 1938                    | Затонул 3 октября 1941 после столкновения с тяжёлым крейсером «Альмиранте Браун» |
| E-7           | ARA Entre Rios   | Vickers-Armstrong, Барроу       | 21 сентября 1937 | ?                   | 15 мая 1938                    | Выведен из состава флота в 1973                                                  |
| E-11          | ARA Misiones     | Cammell Laird, Биркенхед        | 23 сентября 1937 | ?                   | 5 сентября 1938                | Выведен из состава флота в 3 мая 1971                                            |
| E-9           | ARA San Juan     | John Brown & Company, Клайдбанк | 24 июня 1937     | ?                   | 23 марта 1938                  | Выведен из состава флота в 1973                                                  |
| E-10          | ARA San Luis     | John Brown, Клайдбанк           | 23 августа 1937  | ?                   | 23 марта 1938                  | Выведен из состава флота в 3 мая 1971                                            |
| E-12          | ARA Santa Cruz   | Cammell Laird, Барроу           | 3 ноября 1937    | ?                   | 26 сентября 1938               | Выведен из состава флота в 1973                                                  |